# Dinamo Riga
La Dinamo Riga è una squadra di hockey su ghiaccio lettone con sede nella città di Riga. Appartiene alla divisione Bobrov della Kontinental Hockey League (KHL). La Dinamo Riga è una delle cinque formazioni della KHL con sede al di fuori della Russia, e conta all'interno della sua rosa la maggior parte dei giocatori della nazionale lettone.
Il club fu fondato il 7 aprile 2008, tredici anni dopo lo scioglimento dell'omonima squadra fondata nel 1946 e militante nel campionato sovietico. Dalla rinascita della squadra le partite interne della Dinamo Riga vengono disputate presso la Arena Riga, capace di contenere 10.300 spettatori.

## Storia

### L'era sovietica
La Dinamo Riga fu fondata nel 1946 dopo l'ingresso della Lettonia nell'URSS.
Il club fu una delle dodici formazioni a prendere parte alla stagione d'esordio del campionato sovietico nel 1946-47.
Il primo successo della squadra fu per 5-1 contro la Dinamo Tallinn nel dicembre 1946. Il primo campionato fu concluso in quarta posizione finale. La maggior parte dei giocatori della squadra provenivano dalla nazionale lettone.
La Dinamo Riga cambiò il suo nome in Daugava Riga prima della stagione 1949-1950, denominazione che avrebbe conservato per il decennio successivo prima di cambiarlo nel campionato 1958-1959 in RVR Riga. I cambi di denominazione non aiutarono la squadra dal punto di vista sportivo, al punto da essere retrocessi nella terza divisione sovietica. Durante gli anni 1960 iniziarono ad essere ingaggiati giocatori provenienti da altre regioni dell'Unione Sovietica a discapito dei giocatori lettoni. La proprietà intanto cambiò di nuovo e nella stagione 1967-1968 si ritornò al nome Dinamo Riga.
Al termine degli anni 1980, nella stagione 1987-1988 la Dinamo Riga giunse alla finale del campionato sovietico, dove fu sconfitta solo dalla CSKA Mosca. Fra il dicembre del 1988 ed il gennaio del 1989 la squadra fu invitata in Nordamerica per sfidare alcune formazioni della National Hockey League all'interno della cosiddetta Super Series. Su sette partite totali ne vinse due contro Los Angeles e Minnesota e pareggiò contro Calgary, perdendo gli altri quattro incontri.
Dopo la caduta dell'Unione Sovietica la Dinamo Riga partecipò al campionato della Comunità degli Stati Indipendenti. Durante tale periodo la squadra assunse i nomi di Stars Rīga e di Pārdaugava Rīga. Nel 1995 la squadra si sciolse definitivamente.

### Kontinental Hockey League
Il club fu rifondato il 7 aprile 2008 grazie anche all'iniziativa di politici lettoni come Guntis Ulmanis e Aigars Kalvītis. La squadra concluse la stagione 2008-09 al decimo posto, al di sopra delle aspettative poste ad inizio campionato. Al primo turno dei play-off la Dinamo perse contro la Dinamo Mosca.
Al termine della stagione 2009-10 la Dinamo Riga si qualificò all'ottavo posto della Western Conference, e dopo aver superato al primo turno una delle squadre favorite per il titolo, lo SKA S. Pietroburgo, in semifinale fu superata per 4-1 dalla futura finalista dell'HK MVD. Nel dicembre del 2009 fu annunciato l'impiego di 15 giocatori provenienti dalla Dinamo Riga per la nazionale lettone in vista del torneo olimpico di Vancouver 2010.
L'anno successivo Riga si qualificò alla postseason con il settimo miglior record della Conference; al primo turno superò per 4-2 i moscoviti dell'OHK Dynamo, mentre fu nuovamente eliminata alle semifinali da parte della Lokomotiv Yaroslavl con un 4-1 nella serie. Nel dicembre del 2011 la Dinamo Riga partecipò per la prima volta della sua storia alla Coppa Spengler, perdendo la finale contro l'HC Davos.
Per le Olimpiadi di Sochi 2014 vennero convocati dalla nazionale lettone 8 giocatori della Dinamo, di cui la maggior parte difensori (5 giocatori).

## Giocatori

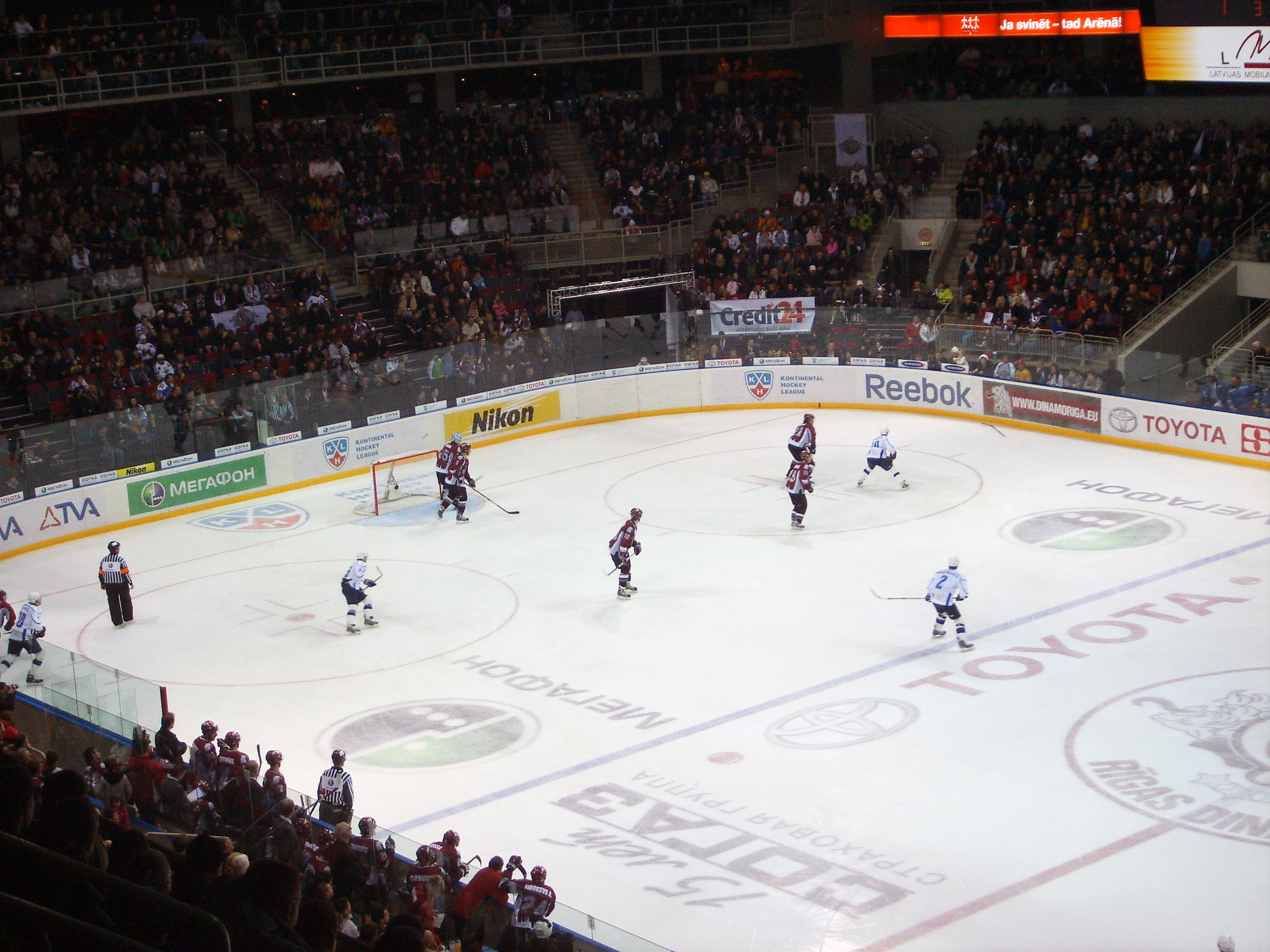
Incontro fra Dinamo Riga e Barys Astana.

- Rodrigo Laviņš (2008-2009)
- Aleksejs Širokovs (2008-2009)
- Sandis Ozoliņš (2009-2012)
- Guntis Galviņš (2012)
- Mārtiņš Karsums (2012-2013)

- Sandis Ozoliņš (2013-2014)
- Georgijs Pujacs (2014)
- Marcel Hossa (2014)
- Miķelis Rēdlihs (2014)
- Lauris Dārziņš (2014-)

## Allenatori e dirigenti
Di seguito l'elenco di allenatori e general manager dall'anno della fondazione.

### Allenatori
- Július Šupler (2008-2011)
- Pekka Rautakallio (2011-2012)
- Artis Ābols (2012-)

### General Manager
- Normunds Sējējs (2008-2012, 2013-presente)

## Record e statistiche

### Migliori marcatori
Questi sono i migliori dieci giocatori per punti ottenuti, gol segnati ed assist forniti nella storia della franchigia in KHL.

Note: Pos = Posizione; PG = Partite giocate; G = Gol; A = Assist; Pts = Punti; P/G = Punti per gara
| Giocatore           | Pos | PG  | G  | A   | Pts | P/G  |
| Marcel Hossa        | AS  | 215 | 94 | 75  | 170 | 0,79 |
| Miķelis Rēdlihs     | AD  | 279 | 66 | 100 | 166 | 0,59 |
| Aleksandrs Ņiživijs | AD  | 258 | 39 | 97  | 136 | 0,53 |
| Lauris Dārziņš      | AS  | 221 | 58 | 71  | 129 | 0,58 |
| Mārtiņš Karsums     | AD  | 169 | 58 | 50  | 108 | 0,64 |
| Krišjānis Rēdlihs   | D   | 285 | 28 | 71  | 99  | 0,35 |
| Jānis Sprukts       | C   | 159 | 32 | 65  | 97  | 0,61 |
| Sandis Ozoliņš      | D   | 182 | 26 | 71  | 97  | 0,53 |
| Miks Indrašis       | AD  | 152 | 42 | 46  | 88  | 0,58 |
| Guntis Galviņš      | D   | 243 | 19 | 63  | 82  | 0,34 |

| Giocatore           | Pos | G  |
| Marcel Hossa        | AS  | 94 |
| Miķelis Rēdlihs     | AD  | 66 |
| Mārtiņš Karsums     | AD  | 58 |
| Lauris Dārziņš      | AS  | 58 |
| Miks Indrašis       | AS  | 42 |
| Aleksandrs Ņiživijs | AD  | 39 |
| Mark Hartigan       | C   | 36 |
| Jānis Sprukts       | C   | 32 |
| Ģirts Ankipāns      | AS  | 28 |
| Krišjānis Rēdlihs   | D   | 28 |

| Giocatore           | Pos | A   |
| Miķelis Rēdlihs     | AD  | 100 |
| Aleksandrs Ņiživijs | AD  | 97  |
| Marcel Hossa        | AS  | 76  |
| Krišjānis Rēdlihs   | D   | 71  |
| Lauris Dārziņš      | AS  | 71  |
| Sandis Ozoliņš      | D   | 71  |
| Jānis Sprukts       | C   | 65  |
| Guntis Galviņš      | D   | 63  |
| Mārtiņš Karsums     | AD  | 50  |
| Miks Indrašis       | AD  | 46  |

### Record stagionali

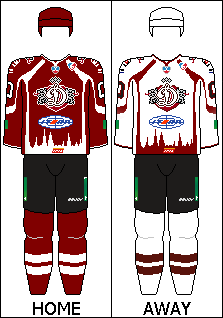
Divise ufficiali della Dinamo Riga.

#### Stagione regolare
- Maggior numero di gol in una stagione: Marcel Hossa, 35 (2009-10)
- Maggior numero di assist in una stagione: Miķelis Rēdlihs, 31 (2011-12)
- Maggior numero di punti in una stagione: Marcel Hossa, 54 (2009-10)
- Maggior numero di minuti di penalità in una stagione: Duvie Westcott, 124 (2008-09)
- Maggior numero di punti in una stagione per un difensore: Sandis Ozoliņš, 32 (2010-11)
- Maggior numero di punti in una stagione per un rookie: Roberts Bukarts, 7 (2009-10)

#### Playoff
- Maggior numero di gol nei playoff: Lauris Dārziņš e Jānis Sprukts, 5 (2010-11)
- Maggior numero di assist nei playoff: Miķelis Rēdlihs, 8 (2011-12)
- Maggior numero di punti nei playoff: Lauris Dārziņš e Miķelis Rēdlihs, 10 (2010-11)
- Maggior numero di minuti di penalità nei playoff: Duvie Westcott, 33 (2008-09)
- Maggior numero di punti nei playoff per un difensore: Sandis Ozoliņš & Oskars Cibuļskis (2010–11), 7
- Maggior numero di punti nei playoff per un rookie: Roberts Bukarts (2009-10) & Ainārs Podziņš (2010–11), 1

## Palmarès

### Competizioni nazionali
- Coppa Nadežda: 1

2012-2013